# Marathon van Fukuoka 1996
De marathon van Fukuoka 1996 werd gelopen op zondag 1 december 1996. Het was de 50e editie van de marathon van Fukuoka. Aan deze wedstrijd mochten alleen mannelijke elitelopers deelnemen. De Zuid-Koreaan Bong-Ju Lee kwam als eerste over de streep in 2:10.48.

## Uitslagen
| rang   | naam                    | land | tijd    |
| ------ | ----------------------- | ---- | ------- |
| Goud   | Bong-Ju Lee             | KOR  | 2:10.48 |
| Zilver | Alberto Juzdado         | ESP  | 2:10.50 |
| Brons  | Luíz Antônio dos Santos | BRA  | 2:11.24 |
| 4      | Diego García            | ESP  | 2:11.31 |
| 5      | Domingos Castro         | POR  | 2:11.57 |
| 6      | Akira Manai             | JPN  | 2:12.03 |
| 7      | Masafumi Yorita         | JPN  | 2:12.10 |
| 8      | Daisuke Tokunaga        | JPN  | 2:12.57 |
| 9      | Takahiro Sunada         | JPN  | 2:13.01 |
| 10     | Manuel Matias           | POR  | 2:13.19 |

1947 ·
1948 ·
1949 ·
1950 ·
1951 ·
1952 ·
1953 ·
1954 ·
1955 ·
1956 ·
1957 ·
1958 ·
1959 ·
1960 ·
1961 ·
1962 ·
1963 ·
1964 ·
1965 ·
1966 ·
1967 ·
1968 ·
1969 ·
1970 ·
1971 ·
1972 ·
1973 ·
1974 ·
1975 ·
1976 ·
1977 ·
1978 ·
1979 ·
1980 ·
1981 ·
1982 ·
1983 ·
1984 ·
1985 ·
1986 ·
1987 ·
1988 ·
1989 ·
1990 ·
1991 ·
1992 ·
1993 ·
1994 ·
1995 ·
1996 ·
1997 ·
1998 ·
1999 ·
2000 ·
2001 ·
2002 ·
2003 ·
2004 ·
2005 ·
2006 ·
2007 ·
2008 ·
2009 ·
2010 ·
2011 ·
2012 ·
2013 ·
2014 ·
2015 ·
2016 ·
2017
↔